# マルクス主義青年同盟
マルクス主義青年同盟（マルクスしゅぎせいねんどうめい、略称：マル青同）は、1973年に結成されたブント系の日本の新左翼党派の一つ。1988年に民主統一同盟に改称。

## 概要
毛沢東思想の影響を受けた共産主義者同盟マルクス・レーニン主義派(共産同ML派)の系譜に属し、京都大学レーニン研究会、京都大学教養部戦線、全都解放委員会が源流。機関紙は『党旗』、機関誌は『党人』。
1973年11月結成。迷彩柄の戦闘服に竹槍という街宣右翼のような出で立ちで登場し、世間の度肝を抜いた。スローガンは「反帝救国社会主義」であり、労働歌「インターナショナル」をけたたましく鳴らす街宣車で反体制運動の戦線統一を呼びかけたが、自党派内部では内紛が絶えなかった。
1974年、ジェラルド・R・フォード来日に反対し、米ソ両大使館を襲撃、火炎瓶を投擲した。
1975年4月13日に行われた1975年の東京都知事選挙に際し、政治団体「マル青同政治連盟」を組織して、杵淵美和子を公認候補として擁立したが、泡沫候補として終わった。
1975年4月16日、部落解放同盟東京都連合会墨田区支部の支部前で演説やデモを行い、付近の交通が混乱した。警察当局が規制を開始すると、街宣車が警察当局に向かって突入するなどしたため、東京都知事選に立候補していた杵淵美和子ら17人（女性は2人）が公務執行妨害や東京都公安条例違反で逮捕された。
1975年5月25日、岡山大学北津寮襲撃事件を起こす。30人余りの部隊で寮を取り囲み、ナイフをちらつかせながら「我々は我々以外の一切を許さない」等と寮生を恫喝し、無差別リンチを加えた。ケガ人に対しても容赦なく暴力を振るい続けた。さらに、マイクで「殺せ！　ひき殺せ！」と絶叫し、宣伝カーを全速力で寮生の中に突っ込ませ、理学部一年生（当時18歳）を殺害。顔を判別がつかないほど潰し埋めた。首謀者の穂積亮次（後に新城市長）は逃亡の後、逮捕されている。
1975年12月4日、東京都品川区東大井にある品川郵便局に街宣車で押しかけ、局舎に立ち入ると「スト権ストについての日本労働組合総評議会や公労協の日和見主義」を批判するという趣旨の自派の宣伝用ビラを強引に配布してまわった。その後逃走したものの駆けつけた警察が街宣車を取り囲むと、内側から鍵をかけて備え付けのスピーカーを使って演説するなどして抵抗したが、警察当局がドアをこじ開けて事態は収束し、8名の活動家（うち女性が2名）が逮捕された。
1985年、戦術転換し、日本共産党に共闘を呼びかけたが拒まれた。
1988年、「民主統一同盟」と改称。機関紙名も1988年1月の107号以降、「民主統一」に変更した。
2000年、「「がんばろう、日本!」国民協議会運動を提唱。マル青同の頃から親中派であり、がんばろうに改称してから東アジア共同体を主張。